# Đảo nhân tạo

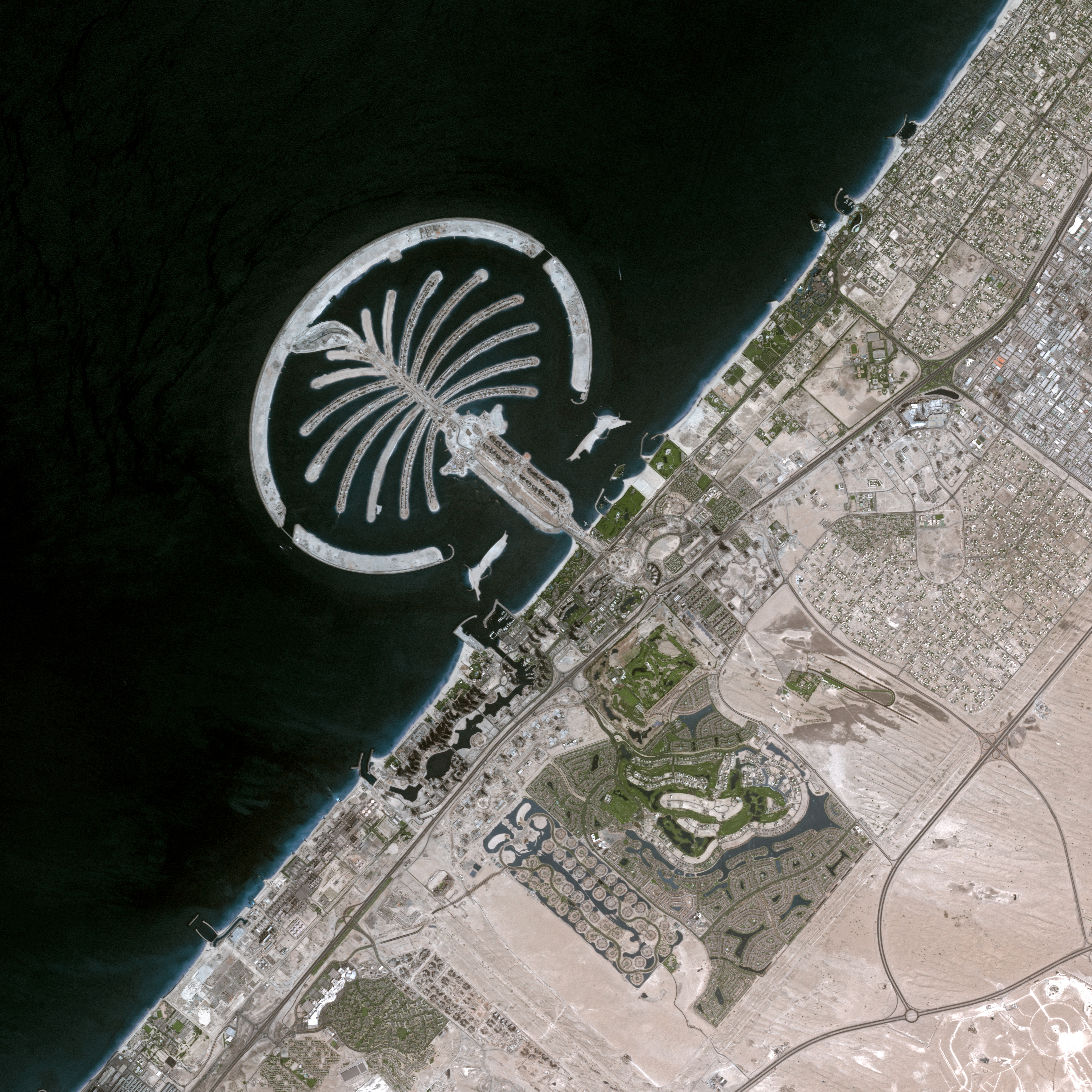
Quần đảo Cây Cọ, Dubai

Đảo nhân tạo là một phần đất bồi do con người tạo lập thông qua việc đổ đất và/hoặc đá xuống biển hay nói chung là một vùng nước. Từ lâu con người đã xây dựng đảo nhân tạo vì những mục đích khác nhau thông qua việc kiến thiết đảo mới, mở rộng đảo tự nhiên hiện hữu hoặc hợp nhất các đảo nhỏ thành đảo lớn hơn.

## Lịch sử và mục đích xây dựng
Người La Mã đã có những ghi chép đầu tiên về đảo nhân tạo từ gần 2.000 năm trước. Năm 47, Plinius đề cập đến những "gò đất nhân tạo" do cư dân sống tại khu vực mà ngày nay thuộc đông bắc Hà Lan xây dựng để tránh triều cường và sóng bão. Thời Trung cổ, dân cư Scotland và Ireland xây nên các crannóg tại nhiều vùng hồ để làm nơi trú ngụ an toàn khỏi kẻ thù. Năm 1634, trong quá trình thi hành chính sách Toả Quốc ngăn người nước ngoài vào Nhật Bản, người Nhật đã xây nên đảo nhân tạo Dejima ngoài khơi Nagasaki để làm nơi giao thương cho người Bồ Đào Nha và sau này là người Hà Lan., Việt Nam cũng sắp có một đảo nhân tạo hình bông hoa Lưu trữ ngày 23 tháng 4 năm 2021 tại Wayback Machine sen tại Phú Quốc.

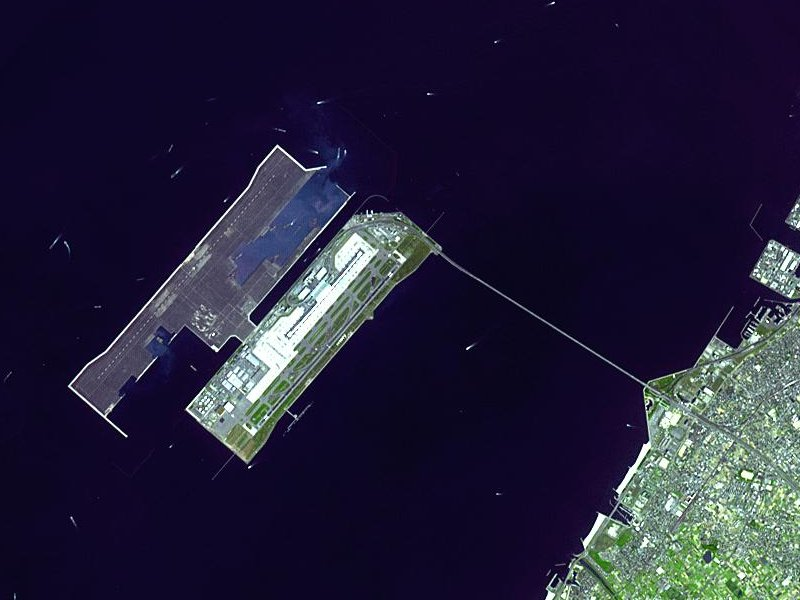
Sân bay quốc tế Kansai nằm trên một đảo nhân tạo.

Về sau, nhiều đảo nhân tạo được tạo lập để làm nơi xây dựng sân bay. Nhật Bản là nước tiên phong kiến thiết một đảo trong vịnh Osaka với diện tích 10 km² để tạo đất cho sân bay quốc tế Kansai (hoàn thành năm 1994). Tại Hồng Kông, người ta lấn biển để mở rộng diện tích đảo Xích Liệp Giác lên gấp bốn lần, sau đó tiến hành xây dựng sân bay quốc tế Hồng Kông trên đảo (1997). Tại Hàn Quốc, phần biển nông giữa hai đảo Yeongjong và Yongyu được bồi lấp để làm nơi xây dựng sân bay quốc tế Incheon (2001).

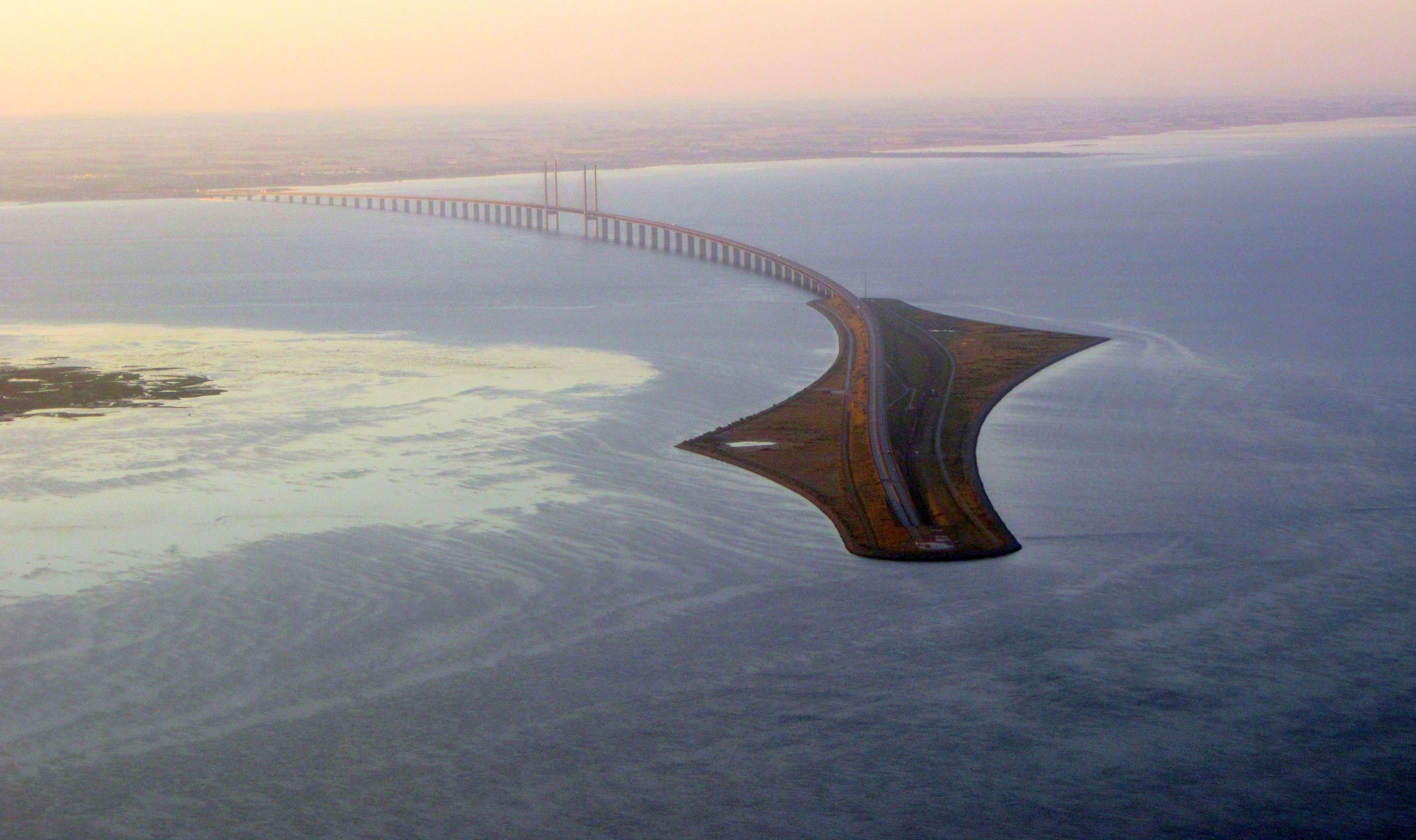
Đảo nhân tạo Peberholm là một bộ phận trong công trình cầu Øresundsbron.

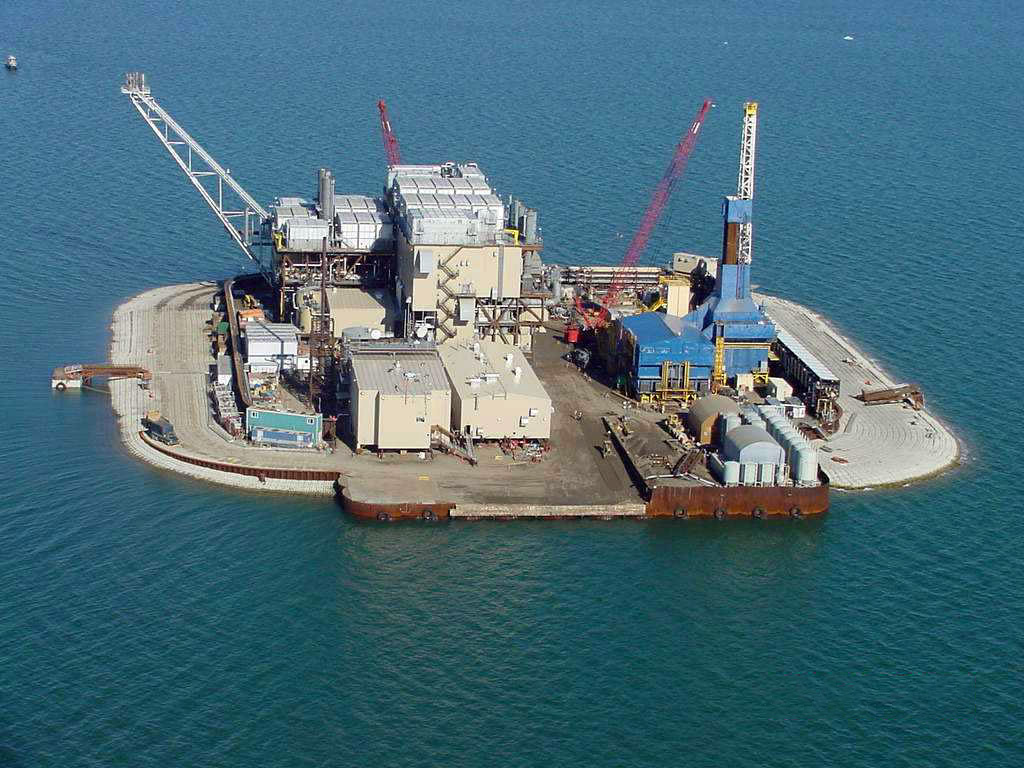
Đảo nhân tạo Northstar trong biển Beaufort là nơi đặt thiết bị khoan dầu.

Đảo nhân tạo còn được sử dụng để hỗ trợ các công trình lớn. Đảo nhân tạo trong vịnh Chesapeake, Mỹ chính là chỗ nối giữa cầu vịnh và đường hầm. Ở châu Âu, đảo Peberholm đóng vai trò quan trọng trong tổng thể công trình Øresundsbron nối Đan Mạch và Thụy Điển. Bên cạnh đó, con người xây dựng đảo nhân tạo để hỗ trợ hoạt động khoan và khai thác dầu khí. Đảo Rincon (1958) ngoài khơi quận Ventura, California, Mỹ là một ví dụ cho đảo nhân tạo vì mục đích này.
Tại Dubai thuộc Các tiểu vương quốc Ả Rập thống nhất, hàng loạt đảo nhân tạo được xây dựng để đẩy mạnh du lịch, phát triển kinh tế như quần đảo Cây Cọ, quần đảo Thế giới và khách sạn Burj al-Arab. Chỉ riêng quần đảo Thế giới đã bao gồm đến ba trăm hòn đảo nhân tạo.
Ngoài ra, một số quốc gia xây đảo nhân tạo vì mục đích củng cố tuyên bố chủ quyền hay tạo lập căn cứ quân sự. Năm 1972, trước việc một tổ chức tư nhân tuyên bố thành lập một vi quốc gia mang tên Cộng hòa Minerva tại Các rạn san hô Minerva thuộc Thái Bình Dương, nhà nước Tonga đã lên tiếng đòi hỏi các rạn san hô vòng ngầm này, đồng thời nhà vua Tonga đích thân giám sát việc xây dựng các đảo nhân tạo và đèn hiệu tại đây. Tại quần đảo Trường Sa trong Biển Đông, các quốc gia tham gia tranh chấp cũng xây dựng đảo nhân tạo để làm căn cứ đồn trú cho binh lính.

## Luật pháp quốc tế
Điều 56 của Công ước Liên Hợp Quốc về Luật biển quy định rằng trong vùng đặc quyền kinh tế của mình, quốc gia ven biển có quyền tài phán trong việc lắp đặt và sử dụng các đảo nhân tạo. Công ước cũng quy định các quốc gia được tự do xây dựng các đảo nhân tạo được pháp luật quốc tế cho phép trong biển cả (high sea), với điều kiện tuân thủ phần VI - Thềm lục địa của Công ước (Điều 87). Tuy nhiên, Khoản 8 của Điều 60 khẳng định đảo nhân tạo không được hưởng quy chế của đảo:
(...) Chúng không có lãnh hải riêng và sự có mặt của chúng không có tác động gì đối với việc hoạch định ranh giới lãnh hải, vùng đặc quyền kinh tế hoặc thềm lục địa.

 Cũng theo Điều 60, các đảo nhân tạo chỉ được hưởng phạm vi an toàn tối đa là 500 mét xung quanh đảo tính từ mép ngoài cùng.